# Cryptopimpla hertrichi
Cryptopimpla hertrichi är en stekelart som beskrevs av Heinrich 1952. Cryptopimpla hertrichi ingår i släktet Cryptopimpla och familjen brokparasitsteklar. Inga underarter finns listade i Catalogue of Life.